# ان‌جی‌سی ۵۵۴۴
ان‌جی‌سی ۵۵۴۴ یک کهکشان در صورت فلکی گاوران است.